# جون ماتيسون
جون ماتيسون (بالإنجليزية: John Mathieson)‏ (و. 1961 – م) هو مصور سينمائي من المملكة المتحدة. ولد في دورست.

## وصلات خارجية
- جون ماتيسون على موقع IMDb (الإنجليزية)
- جون ماتيسون على موقع ألو سيني (الفرنسية)
- جون ماتيسون على موقع أول موفي (الإنجليزية)
- جون ماتيسون على موقع قاعدة بيانات الأفلام السويدية (السويدية)
- جون ماتيسون على موقع قاعدة بيانات الفيلم (الإنجليزية)
- جون ماتيسون على موقع كينوبويسك (الروسية)